# Petr Zelenka

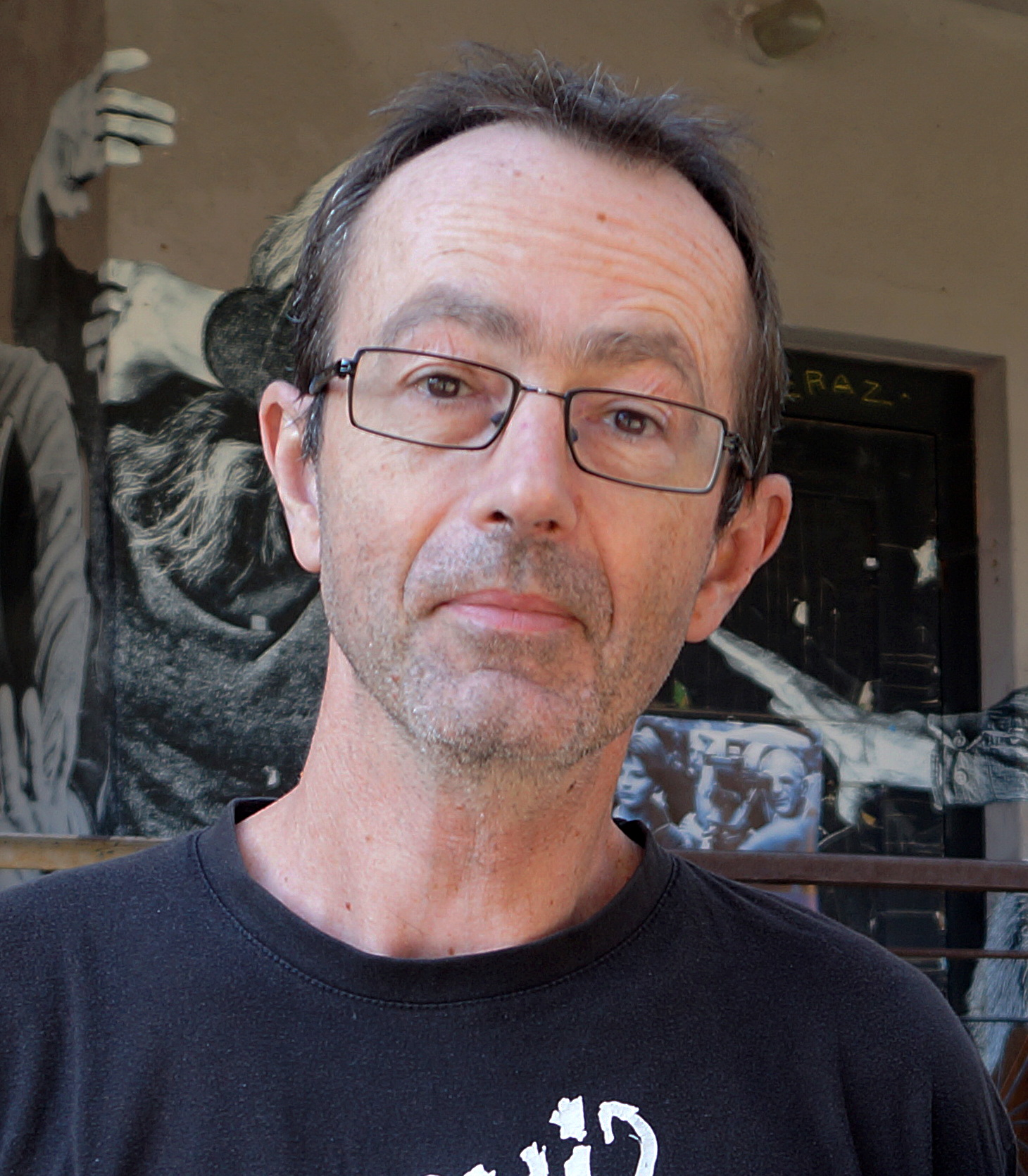
Petr Zelenka (2018)

Petr Zelenka (* 21. August 1967 in Prag) ist ein tschechischer Dramatiker, Szenarist und Regisseur.
Zelenka wurde v. a. durch die schwarze Komödie Geschichten des alltäglichen Wahnsinns (Příběhy obyčejného šílenství) bekannt, bei der er selbst am Prager Dejvické Theater Regie führte. Er erhielt dafür den Alfred-Radok-Preis für das Beste Stück. Das Stück wurde weiterhin in mehreren Ländern, u. a. Polen, Ungarn, Slowenien und der Slowakei aufgeführt. Es wurde auch auf Englisch und Russisch veröffentlicht. 2005 entstand daraus auch ein Film, der zwei Preise erhielt und für weitere sechs nominiert war. Sein Film über die Brüder Karamasow war offizieller Oscar-Beitrag Tschechiens.

## Filmografie (Auswahl)
- 1996: Mnâga – Happy End  – (Findlingspreis beim Filmfestival Cottbus)
- 1997: Die Knöpfler (Knoflíkáři) – (Böhmischer Löwe für den besten Film)
- 2000: Einzelgänger (Samotáři)
- 2002: Das Jahr des Teufels – (Böhmischer Löwe für den besten Film)
- 2005: Geschichten des alltäglichen Wahnsinns (Příběhy obyčejného šílenství)
- 2008: Die Karamasows (Karamazovi) – (Böhmischer Löwe für den besten Film)
- 2015: Verloren in München (Ztraceni v Mnichově)